# Pókember: A pókverzumon át
A Pókember: A pókverzumon át (eredeti cím: Spider-Man: Across the Spider-Verse) 2023-as amerikai 3D-s számítógépes animációs akciófilm, amelyet Joaquim Dos Santos, Kemp Powers és Justin K. Thompson rendezett.
Amerikában 2023. június 2-án, míg Magyarországon egy nappal korábban, június 1-jén mutatták be a mozikban. Ezenkívül 2024-re tervezték a harmadik filmet is "Spider-Man: Beyond the Spider-Verse" címen, amit végül 2027-re halasztottak.

## Cselekmény
A Föld-65-ön, tizenhat hónappal az Alchemax  megsemmisülése után Gwen Stacy azzal küzd, hogy megfeleljen rendőr apja elvárásainak, aki nem tudja, hogy ő Póknő. Évekkel korábban Gwen véletlenül megölte legjobb barátját, Peter Parkert, miközben az esztelenül tombolt, mint a Gyík, és a rendőrség azóta is vadászik rá. Egy éjszaka Gwen a manhattani Guggenheim Múzeumba megy, miután bejelentést hallott egy betolakodóról, és a Keselyű egy olasz reneszánsz témájú alternatív univerzumból származó változatába ütközik. A pókemberek, Miguel O'Hara és Jessica Drew portálgeneráló órák segítségével megérkeznek, és segítenek Gwennek legyőzni a Keselyűt. Gwent a helyszínen szembesíti az apja, és felfedi neki a kilétét. A férfi feldúltan próbálja letartóztatni a lányt. A lány a többiekkel együtt egy dimenziós portálon keresztül menekül, miután O'Hara méltatlankodva megadja neki a tagságot a Pók Társaságban.
A Földi-1610-es Brooklynban Miles Morales alkalmazkodik Pókemberként, miközben hiányzik neki Gwen, és próbál megfelelni szülei elvárásainak. Miközben egy szülői értékelésre tart, találkozik a Folttal, egy tudóssal, akinek a testébe portálok keletkeztek az Alchemax  felrobbanása után. Folt Miles-t hibáztatja a dilemmájáért, és az Alchemaxba viszi Miles-t. Ezután véletlenül egy ürességbe transzportálja magát, ahol megtanulja, hogy más univerzumokba utazhat, amelyek tartalmazzák az Alchemax részeit, hogy azokat felhasználhassa önmaga megerősítésére.
Gwen a Föld-1610-re utazik, és újra kapcsolatba lép Miles-szal, bár titokban Foltot követi a dimenziókon át. Miles titokban végignézi, ahogy Gwen a nyomára bukkan, ami után Drew utasítja Gwent, hogy hagyja hátra Milest. Gwen megnyit egy portált, amelyen Miles követi a Föld-50101-es Mumbattanba. Találkoznak a Pókember Pavitr Prabhakarral és Hobie Brownnal, mielőtt szembeszállnak a Folttal, aki sikeresen elnyeli annak a világnak az Alchemax darab erejét. Milesnak látomása támad apjáról, aki Folt keze által hal meg, mielőtt Folt elmenekül. A darab elpusztítása közben Miles megment egy rendőrkapitányt, Prabhakar barátnőjének apját. Mumbattan azonban ekkor kezd szétesni egy "kánonesemény" megzavarása miatt. A Pók-társadalom tagjai megérkeznek, hogy felmérjék a dimenzióanomália okozta károkat, míg Miles, Gwen, Prabhakar és Brown a Föld-928-as főhadiszállásukra kerül, ahol több száz Pókember-változat lakik egy hatalmas komplexumban. Találkoznak O'Harával, és csatlakozik hozzájuk Peter B. Parker és lánya, Mayday. O'Hara elmagyarázza, hogy minden egyes Pókember története tartalmaz "kánoni eseményeket", például egy rendőrkapitány halálát, és hogy az ezektől az eseményektől való eltérés a multiverzum szövetét fenyegeti.
Miles rájön, hogy apja halála kánoni esemény. Vitába száll O'Harával, aki bebörtönzi őt. Brown azonban segít Milesnak kiszabadulni, majd egy portál segítségével megszökik a Társaságból. O'Hara utasítja az összes Pókembert, hogy tartóztassák le Miles-t, aminek eredményeképpen hosszú üldözés kezdődik a komplexumon keresztül. O'Hara végül lefogja Miles-t, és elmondja neki, hogy soha nem kellett volna Pókemberré válnia, mivel a pók, amely megharapta, egy másik univerzumból érkezett, így Miles lett az eredeti anomália, és abban a világban nem maradt Pókember. Miles elmenekül, és a Pókcsípés segítségével visszatér abba a dimenzióba, amelyről azt hiszi, hogy az otthona. Mivel Gwent tehernek látja, O'Hara kirúgja a Pók Társaságból, és visszaküldi a saját univerzumába. Gwen kibékül az apjával, aki úgy döntött, hogy lemond a rendőrkapitányi posztról. Felismerve, hogy lemondása bizonyíték arra, hogy a konvenciókat nyugodtan meg lehet sérteni, Gwen úgy dönt, hogy segít Milesnak, és elhagyja a Föld-65-öt egy hamisított portálórával, amelyet Brown az apjánál hagyott neki.
Amikor Miles visszaérkezik a lakásába, elárulja édesanyjának, hogy ő Pókember, akit nem ismer fel. Miután találkozik elhunyt nagybátyjával, Aaron Davisszel, és megtudja, hogy apja már meghalt, Miles rájön, hogy a Föld-42-en van, az őt megharapott pók szülőbolygóján. Aaron kihallgatja Miles-t, és hamarosan csatlakozik hozzá a Föld-42-es Miles, aki a Ragadozóvá változott. O'Hara, Drew és Ben Reilly a Föld-1610-re utazik Miles keresésére, éppen akkor, amikor Folt megérkezik és megkezdi a támadást. Miután beszélt Miles szüleivel a Föld-1610-en, Gwen összeállít egy csapatot, amely Peter B.-ből, Maydayből, Prabhakarból, Brownból, Kessből, Pókember Noirból, Peni Parkerből és Póksonkából áll, hogy megtalálják Miles-t.

## Szereplők
| Szereplő                          | Eredeti hang                      | Magyar hang                  | Leírás |
| --------------------------------- | --------------------------------- | ---------------------------- | --- |
| Miles Morales / Pókember          | Shameik Moore                     | Jéger Zsombor                | Tizenéves graffitiművész, aki az univerzumában élő Peter Parker halála után átvette a Pókember szerepét.                                              |
| Miles G. Morales / Ragadozó       | Jharrel Jerome                    | Jéger Zsombor                | Miles alternatív változata egy másik univerzumból, aki gonosszá vált.                                                                                 |
| Gwen Stacy / Póknő                | Hailee Steinfeld                  | Mentes Júlia                 | Szuperhősnő egy másik univerzumból, aki egy rockzenekar dobosa.                                                                                       |
| Jefferson Davis                   | Brian Tyree Henry                 | Bognár Tamás                 | Miles apja, rendőrtiszt, aki helyteleníti Pókember önbíráskodó akcióit.                                                                               |
| Rio Morales                       | Luna Lauren Vélez                 | Báthory Orsolya              | Miles édesanyja, ápolónő. |
| Peter B. Parker / Pókember        | Jake Johnson                      | Nagy Ervin                   | Pókember idősebb, zilált változata egy másik univerzumból, aki Miles mentora volt.                                                                    |
| Jonathan Ohnn / Folt              | Jason Schwartzman                 | Karácsonyi Zoltán            | Szupergonosz, akinek testét interdimenzionális portálok borítják, amelyek lehetővé teszik számára, hogy különböző univerzumokban utazhasson.          |
| Jessica Drew / Póknő              | Issa Rae                          | Pikali Gerda                 | Terhes nő pókszerű képességekkel |
| Pavitr Prabhakar / Pókember India | Karan Soni                        | Fáncsik Roland               | Pókember indiai változata egy alternatív univerzumból, aki a Pók-társadalom tagja.                                                                    |
| Hobart "Hobie" Brown / Pók-Punk   | Daniel Kaluuya                    | Kádár-Szabó Bence            | Brit punk rock Pókember, aki elektromos gitáron játszik                                                                                               |
| Miguel O'Hara / Pókember 2099     | Oscar Isaac                       | Zámbori Soma                 | Pókember alternatív változata a jövőből. |
| George Stacy                      | Shea Whigham                      | Király Attila                | Rendőrfőnök, Gwen apja. |
| Lyla                              | Greta Lee                         | Nemes Takách Kata            | Miguel O'Hara mesterséges intelligencia asszisztense.                                                                                                 |
| Aaron Davis                       | Mahershala Ali                    | Kálid Artúr                  | Miles elhunyt nagybácsikája. |
| Ben Reilly / Skarlát Pók          | Andy Samberg                      | Brasch Bence                 | Peter Parker genetikai klónja egy alternatív univerzumból és Miguel Pók-társadalmának tagja.                                                          |
| Margo Kess / Pókcsípés            | Amandla Stenberg                  | Horgas Ráhel                 | Póknő a virtuális valóságból |
| Peter Parker / Gyík               | Jack Quaid                        | Kenéz Ágoston                | Parker alternatív változata, aki Gyíkká vált. |
| Ms. Weber                         | Rachel Dratch                     | Bodor Böbe                   | Miles iskolájának tanácsadója. |
| Lenny                             | Ziggy Marley                      | Gémes Antos                  | Jamaikai bolttulajdonos. |
| Keselyű                           | Jorma Taccone                     | Mertz Tibor                  | Reneszánsz ihletésű bűnöző olasz akcentussal. |
| Peni Parker                       | Kimiko Glenn                      | Kiss Erika                   | Pókember japán-amerikai anime-szerű lány változata.                                                                                                   |
| Peter Parker / Pókember Noir      | Nicolas Cage                      |                              | Pókember noir változata. |
| Peter Pacal / Póksonka            | John Mulaney                      | Hamvas Dániel                | Pókember alternatív állat változata. |
| Patrick O'Hara / Póklovas         | Taran Killam                      |                              | Western Pókember. |
| Lego Pókember                     | Nic Novicki                       |                              | Pókember alternatív Lego változata. |
| Peter Parker / Pókember           | Josh Keaton                       | Magyar Bálint                | Pókember alternatív változata. |
| Peter Parker / Pókember           | Yuri Lowenthal                    |                              | Pókember alternatív videojátékos változata. |
| Malala Windsor / Brit Pók         | Sofia Barclay                     |                              | Pókember alternatív brit változata. |
| Charlotte Webber / Sun-Spider     | Danielle Perez                    |                              | Pókember alternatív változata, aki kerekesszékes. |
| Mary Jane Watson                  | Melissa Sturm                     | Peller Mariann               | Peter B. Parker felesége. |
| Ganke Lee                         | Peter Sohn                        | Jakab Márk                   | Miles legjobb barátja és szobatársa. |
| Yuri Watanabe                     | Atsuko Okatsuka                   | Réti Adrienn                 | Stacy kapitány rendőr kollégája. |
| Glory                             | Ayo Edebiri                       | Kanyó Kata                   | Gwen bandatársai a The MaryJanesben. |
| MJ                                | Nicole Delaney                    |                              | Gwen bandatársai a The MaryJanesben. |
| Betty Brant                       | Antonia Lentini                   | Kádár Kinga                  | Gwen bandatársai a The MaryJanesben. |
| J. Jonah Jameson                  | J. K. Simmons                     |                              | A Hírharsona főszerkesztője. |
| Otto Octavius / Doktor Oktopusz   | Alfred Molina                     |                              | Tudós egy alternatív valóságból, aki egy balesetet követően kiszolgáltatott lesz az általa fejlesztett rendkívül intelligens, négy mechanikus karnak. |
| Szereplő                          | Színész                           | Magyar hang                  | Leírás |
| Peter Parker / Pókember           | Tobey Maguire (archív felvétel)   | Nem beszél                   | Peter Parker egy alternatív valóságból. |
| Peter Parker / Pókember           | Andrew Garfield (archív felvétel) | Molnár Levente (archív hang) | Peter Parker egy alternatív valóságból. |
| Mrs. Chen                         | Peggy Lu                          | Román Judit                  | Vegyesbolt-tulajdonos egy alternatív valóságból. |
| Aaron Davis / Ragadozó            | Donald Glover                     |                              | Aaron Davis egy alternatív valóságból. |
| George Stacy                      | Denis Leary (archív felvétel)     | Nem beszél                   | George Stacy egy alternatív valóságból. |
| Ben Parker                        | Cliff Robertson (archív felvétel) | Nem beszél                   | Ben Parker egy alternatív valóságból. |

### Magyar változat
- Magyar szöveg: Gáspár Bence
- Felvevő hangmérnök: Jacsó Bence
- Vágó: Simkóné Varga Erzsébet
- Gyártásvezető: Gelencsér Adrienne
- Szinkronrendező: Tabák Kata
- Produkciós vezető: Hagen Péter

A szinkront a Mafilm Audio Kft. készítette.

## A film készítése
2018 novemberének végére, a következő hónapban megjelenő Pókember: Irány a Pókverzum! megjelenése előtt a Sony Pictures Animation megkezdte a film folytatásának fejlesztését. Joaquim Dos Santos és David Callaham rendezte és írta a filmet, Amy Pascal pedig az első filmből visszatért producerként. Az első film többi producere – Phil Lord, Christopher Miller, Avi Arad és Christina Steinberg – szintén visszatér a folytatáshoz valamilyen formában. A következő hónapban Pascal elárulta, hogy a film középpontjában Miles és Hailee Steinfeld Gwen Stacy karaktere áll majd, a két karakter közötti románcot vizsgálva, amelyet az első filmből kivágtak. Hozzátette, hogy a folytatás "kiindulópontként" szolgál majd egy korábban bejelentett, női főszereplővel készült spin-off filmhez, amelynek Steinfeld lesz a főszereplője. 2021 februárjában Miller elárulta, hogy ő és Lord Callahammel együtt dolgoznak a film forgatókönyvén, és elmondta, hogy Peter Ramsey az első film társrendezője után a folytatás vezető producere lesz.